# Тамара Бикова
Тама́ра Влади́мировна Би́кова (на руски: Тама́ра Влади́мировна Бы́кова; родена на 21 декември 1958 г., Азов, СССР) е съветска лекоатлетка, първата световна шампионка по висок скок (1983). Многократна шампионка на СССР, 4-кратна носителка на световния рекорд, първата съветска скачачка, която преодолява двуметровата височина. Нейният рекорд (205 см) остава непроменен двадесет години и е подобрен от Елена Слесаренко на Олимпийските игри в Атина на 30 май 2004 година – 206 см.
Заслужил майстор на спорта на СССР (1983).

## Биография
Тамара показва способности за лека атлетика в училище. След като завършва осми клас, влиза в спортен интернат. Там тя покрива стандартите за първа категория и майстор на спорта. Неин треньор е Владимир Тимофеевич Прохоров.
Първият рекорд на СССР е поставен през 1980 г. (197 см). Участва в Олимпийските игри през 1980 г. в Москва.
През 1983 г. побеждава на Универсиадата в Едмънтън (Канада). През 1983 г. става световен шампион. През същата година тя поставя три световни рекорда: рекорд в зала – 203 см в Будапеща, 3 юни 1983 г.; световен рекорд от 203 см в Лондон на 21 август 1983 г.; световен рекорд от 204 см в Пиза (Италия) на 25 август 1983 г.
На Олимпийските игри през 1984 г. в Лос Анджелис тя не взима участие поради бойкота от Съветския съюз, но през същата година поставя още един световен рекорд от 205 см в Киев.
Майка на две деца – Яна и Настася.